# Santiago (Torres Novas)
Santiago ist ein Ort und eine ehemalige Gemeinde (Freguesia) im portugiesischen Kreis Torres Novas. Die Gemeinde hatte 995 Einwohner (Stand 30. Juni 2011).
Am 29. September 2013 wurden die Gemeinden Torres Novas (Santiago), Torres Novas (Santa Maria) und Torres Novas (Salvador) zur neuen Gemeinde União das Freguesias de Torres Novas (Santa Maria, Salvador e Santiago) zusammengeschlossen.